# Las Ancisas e los Còms
Les Ancizes-Comps és un municipi francès situat al departament del Puèi Domat i a la regió d'Alvèrnia-Roine-Alps. L'any 2007 tenia 1.789 habitants.

## Demografia

### Població
El 2007 la població de fet de Les Ancizes-Comps era de 1.789 persones. Hi havia 759 famílies de les quals 241 eren unipersonals (110 homes vivint sols i 131 dones vivint soles), 241 parelles sense fills, 212 parelles amb fills i 65 famílies monoparentals amb fills.
La població ha evolucionat segons el següent gràfic:
Habitants censats

### Habitatges
El 2007 hi havia 923 habitatges, 773 eren l'habitatge principal de la família, 66 eren segones residències i 84 estaven desocupats. 770 eren cases i 146 eren apartaments. Dels 773 habitatges principals, 537 estaven ocupats pels seus propietaris, 216 estaven llogats i ocupats pels llogaters i 19 estaven cedits a títol gratuït; 7 tenien una cambra, 42 en tenien dues, 126 en tenien tres, 281 en tenien quatre i 316 en tenien cinc o més. 635 habitatges disposaven pel capbaix d'una plaça de pàrquing. A 344 habitatges hi havia un automòbil i a 351 n'hi havia dos o més.

### Piràmide de població
La piràmide de població per edats i sexe el 2009 era:
| Homes | Edats   | Dones |
| ----- | ------- | ----- |
| 0     | 95 o +  | 0     |
| 8     | 90 a 94 | 12    |
| 20    | 85 a 89 | 24    |
| 4     | 80 a 84 | 20    |
| 28    | 75 a 79 | 40    |
| 44    | 70 a 74 | 52    |
| 76    | 65 a 69 | 76    |
| 52    | 60 a 64 | 68    |
| 56    | 55 a 59 | 40    |
| 80    | 50 a 54 | 56    |
| 60    | 45 a 49 | 64    |
| 84    | 40 a 44 | 60    |
| 48    | 35 a 39 | 76    |
| 44    | 30 a 34 | 44    |
| 44    | 25 a 29 | 40    |
| 24    | 20 a 24 | 4     |
| 76    | 15 a 19 | 88    |
| 80    | 10 a 14 | 60    |
| 40    | 5 a 9   | 40    |
| 40    | 0 a 4   | 20    |

## Economia
El 2007 la població en edat de treballar era de 1.121 persones, 780 eren actives i 341 eren inactives. De les 780 persones actives 691 estaven ocupades (392 homes i 299 dones) i 90 estaven aturades (40 homes i 50 dones). De les 341 persones inactives 127 estaven jubilades, 98 estaven estudiant i 116 estaven classificades com a «altres inactius».

### Ingressos
El 2009 a Les Ancizes-Comps hi havia 761 unitats fiscals que integraven 1.709,5 persones, la mediana anual d'ingressos fiscals per persona era de 16.746 €.

### Activitats econòmiques
Dels 79 establiments que hi havia el 2007, 1 era d'una empresa extractiva, 3 d'empreses alimentàries, 5 d'empreses de fabricació d'altres productes industrials, 9 d'empreses de construcció, 19 d'empreses de comerç i reparació d'automòbils, 8 d'empreses de transport, 10 d'empreses d'hostatgeria i restauració, 1 d'una empresa d'informació i comunicació, 1 d'una empresa financera, 2 d'empreses immobiliàries, 4 d'empreses de serveis, 11 d'entitats de l'administració pública i 5 d'empreses classificades com a «altres activitats de serveis».
Dels 27 establiments de servei als particulars que hi havia el 2009, 1 era una gendarmeria, 1 oficina de correu, 1 una oficina bancària, 1 funerària, 6 tallers de reparació d'automòbils i de material agrícola, 1 taller d'inspecció tècnica de vehicles, 1 autoescola, 2 guixaires pintors, 2 fusteries, 1 lampisteria, 3 electricistes, 2 perruqueries, 3 restaurants, 1 tintoreria i 1 saló de bellesa.
Dels 10 establiments comercials que hi havia el 2009, 1 era una gran superfície de material de bricolatge, 1 una botiga de menys de 120 m², 3 fleques, 1 una carnisseria, 1 una llibreria, 1 una botiga de mobles, 1 una botiga de material esportiu i 1 una floristeria.
L'any 2000 a Les Ancizes-Comps hi havia 20 explotacions agrícoles que ocupaven un total de 306 hectàrees.

## Equipaments sanitaris i escolars
L'únic equipament sanitari que hi havia el 2009 era una farmàcia.
El 2009 hi havia 1 escola maternal i 1 escola elemental. Les Ancizes-Comps disposava d'un col·legi d'educació secundària amb 193 alumnes.

## Poblacions més properes
El següent diagrama mostra les poblacions més properes.